# Покровское (Киевская область)
Покровское (укр. Покровське, до 2016 г. — Куйбышево) — село, входит в Великодымерскую поселковую общину Броварского района Киевской области Украины.
Население по переписи 2001 года составляло 43 человека. Почтовый индекс — 07440. Телефонный код — 4594. Занимает площадь 0,85 км². Код КОАТУУ — 3221282007.

## История
- 2016 — Верховная Рада переименовала село Куйбышево в село Покровское[3].

## Местный совет
07440, Киевская обл., Броварский р-н, с. Жердова, ул. Ленина, 35, тел. 5-11-26; 2-02-22